# Consorcio del Uruguay
Consorcio del Uruguay es una administradora uruguaya de grupos de ahorro previo que inició sus actividades en 1980.
Es una institución de intermediación financiera autorizada por el Poder Ejecutivo, Ministerio de Economía y Finanzas y supervisada y regulada por el Banco Central del Uruguay.
Aspectos de su regulación se encuentran en la recopilación de normas de regulación y control del sistema financiero del Banco Central del Uruguay.
Su sede central está ubicada en la ciudad de Montevideo.
Es una entidad financiera calificada por Moody's y sus procesos de formación, organización y administración de los grupos de ahorro previo son certificados por LSQA.
Entre sus corresponsales financieros se encuentran: Abitab, RedPagos y BanRed.  

## Historia
Durante la década de 1980 los grupos de ahorro tenían como destino la adquisición de bienes, principalmente vehículos para uso familiar o comercial.
En la década de 1990 Consorcio del Uruguay realizó diversas alianzas con bancos de plaza que sirvieron para la colocación de créditos hipotecarios a largo plazo.
Paralelamente, continuó comercializando su sistema tradicional de círculos de ahorro previo de libre destino.
Fue actor en tres juicios cuya jurisprudencia se señala como relevante en la doctrina, sobre todo en materia de libertad de expresión y supervisión financiera.

## Funcionamiento
Su funcionamiento está basado en el modelo de Asociación de ahorro y crédito rotativo.
En ese modelo un conjunto de personas acuerdan formar un grupo de ahorro y aportar recursos a un fondo común durante un plazo preestablecido. El total recaudado de cada mes se sortea y es entregado al miembro ganador del mismo. En el caso de Consorcio del Uruguay los capitales también se entregan por licitación de cuotas o fecha predeterminada.
El sistema de grupos de ahorro previo es utilizado a lo largo de todo el mundo bajo distintos nombres, tales como "Susu" u "Osusu" en África, "Tanda" en México o "Pandero" en Perú y Panamá. 
"Hui" es el nombre con el que se conoce entre distintas comunidades de inmigrantes dentro de Estados Unidos. Existen antecedentes del sistema que datan desde el año 700 d.c. en China.